# Sort sol (fenomeen)

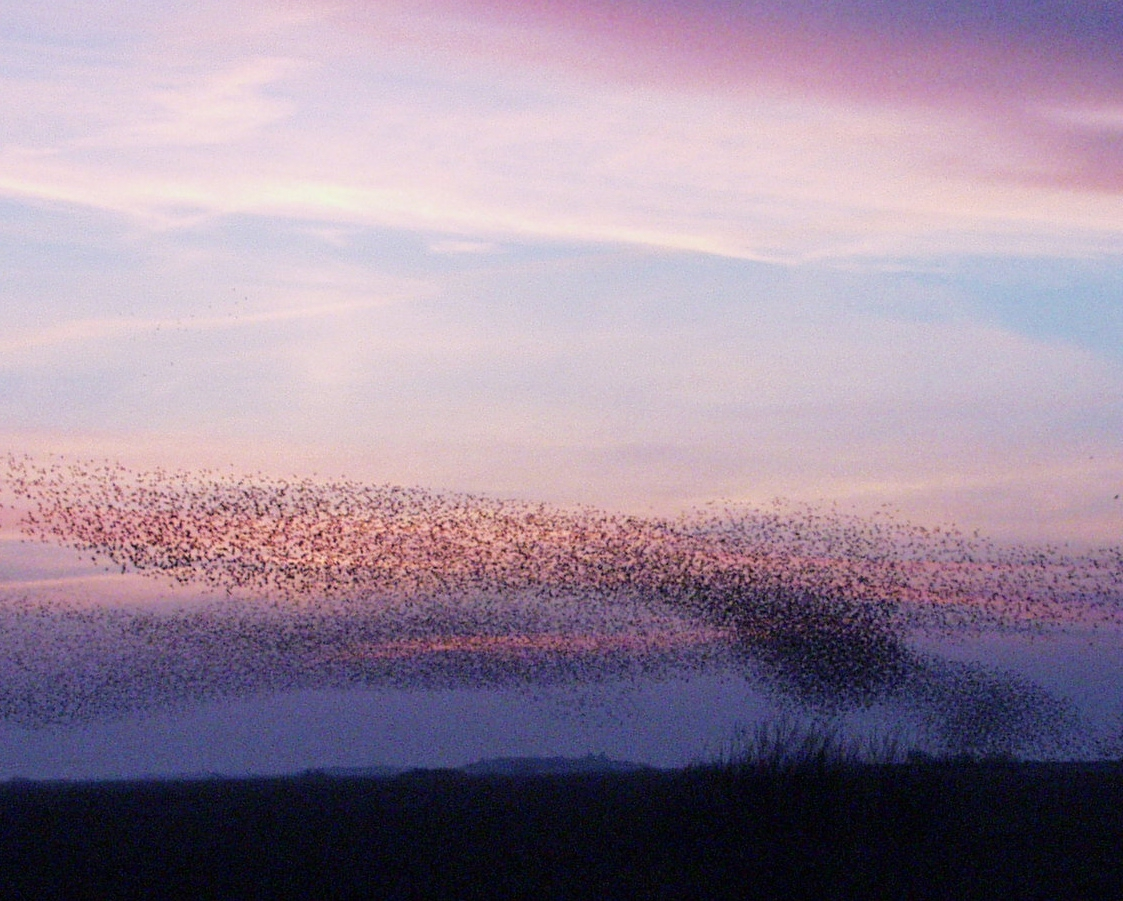
Sort sol boven Tøndermarsken, 2006

Sort sol (letterlijk ‘zwarte zon’) is een Deens begrip voor een natuurverschijnsel dat in de lente of herfst in Zuidwest-Jutland wordt waargenomen, wanneer grote zwermen spreeuwen zich ’s avonds boven een moeraslandschap verzamelen voor de nacht, in het bijzonder over de Tøndermarsken. Even voordat alle spreeuwen ter aarde afdalen, stijgen zwermen van miljoenen vogels nog eens ten hemel, waardoor zij nagenoeg de zon verduisteren – vandaar de naam sort sol.
Ook buiten moeraslandschappen kan zich een sort sol voordoen, zij het in een minder uitgesproken vorm. Het verschijnsel duurt ongeveer twintig minuten en eindigt ten laatste een half uur na zonsondergang, waarna de spreeuwen in het riet gaan zitten.

## Trek van de vogels
De zwermen die in het moeraslandschap worden waargenomen, zijn trekvogels die in het voor- en najaar naar en uit Scandinavië, Finland en Rusland trekken, alwaar ze hun eieren uitbroeden. De vogels leven van de larven van langpootmuggen en johanneskevers die in het drassige heidelandschap verblijven. Overdag zoeken de vogels voedsel in de omgeving van de Tøndermarsken. Hun nachtelijke verblijfplaats in het riet verschuift geregeld, naar alle waarschijnlijkheid door toedoen van roofvogels die de zwerm volgen en zich vervolgens in het water nestelen wanneer de spreeuwen met het voedsel voor hun jongen terugkeren. Een sort sol wordt enkele dagen in maart of april waargenomen, maar treedt veel vaker in de herfst op tijdens de periode september en oktober.

## Omvang van de zwerm
Het aantal vogels dat zich boven Tøndermarsken verzamelt, kan tot een miljoen exemplaren oplopen; wanneer het er meer dan ongeveer 500.000 zijn, heeft de zwerm evenwel de neiging zich op te splitsen. De reden waarom de vogels in een zwerm samenkomen, is onduidelijk. Volgens één theorie zijn spreeuwen bijziend en is hun blikveld naar voren gericht. Dit maakt het eenvoudig om objecten vóór hen te bespeuren, maar lastig om zijdelings naderende vijanden te ontwaren. In enorme zwermen is het eenvoudiger voor de spreeuwen om aanvallen van roofvogels te ontwijken.

### Roofvogels
Tijdens de paar minuten waarin de vogels zich bijeenscharen, slagen desalniettemin gewoonlijk enkele roofvogels erin, een groot aantal spreeuwen te vangen en op te eten. Zodra een roofvogel de zwerm binnendringt, reageren de spreeuwen met een bombardement van braaksel en uitwerpselen, hetwelk er in zeldzame gevallen toe kan leiden dat de veren van de roofvogel samenkleven waardoor hij niet meer kan vliegen. Het zou in twintig jaar tijd tweemaal zijn voorgekomen dat een jonge havik verdronken is omdat hij zich boven het water bevond.
Wanneer de spreeuwen in het riet zijn nedergedaald, kan het gebeuren dat een oehoe de slapende vogels aanvalt. In dat geval vertrekt de gehele zwerm en wordt de slaapplaats opgegeven.

## Attractie
De grote vogelzwerm is een attractie die duizenden mensen naar het moeraslandschap van Tøndermarsken lokt. Er verzamelen zich tevens duizenden ganzen boven het terrein, waarvan het westelijkste gedeelte aan de Waddenzee tot speciale behoudszone voor vogels werd uitgeroepen.